# Egy bébiszitter kalandjai
Az Egy bébiszitter kalandjai (eredeti cím: Adventures in Babysitting, egyes országokban A Night on the Town néven is ismert) 1987-es amerikai tinivígjáték, amelyet David Simkins írt és Chris Columbus rendezett (rendezői debütálásában). A főszerepekben Elisabeth Shue, Keith Coogan, Anthony Rapp és Maia Brewton látható, valamint a blues-énekes/gitáros Albert Collins és az énekes-dalszerző Southside Johnny Lyon.

## Rövid történet
Egy bébiszitternek át kell verekednie magát a nagyvároson, miután ott ragadt a gyerekekkel, akikre vigyáz.

## Szereplők
| Karakter          | Színész             | Magyar hang      |
| ----------------- | ------------------- | ---------------- |
| Chris Parker      | Elisabeth Shue      | Dudás Eszter     |
| Sara Anderson     | Maia Brewton        | Horváth Hanga    |
| Brad Anderson     | Keith Coogan        | Minárovits Péter |
| Daryl Coopersmith | Anthony Rapp        | Tóth Attila      |
| Joe Gipp          | Calvin Levels       | Holl Nándor      |
| Dawson            | Vincent D'Onofrio   | Sztarenki Pál    |
| Brenda            | Penelope Ann Miller | Somlai Edina     |
| Dan Lynch         | George Newbern      | Németh Kristóf   |
| John Pruitt       | John Ford Noonan    | Forgács Gábor    |
| Mike Todwell      | Bradley Whitford    |                  |
| Graydon           | Ron Canada          | Hankó Attila     |
| Bleak             | John Davis Chandler | Csíkos Gábor     |
| Mr. Anderson      | Dan Ziskie          | Cs. Németh Lajos |
| Sue Ann           | Lolita Davidovich   |                  |
| Jegykezelő        | Frank Hill          | Antal László     |
| Hot dog árus      | Peter Lavender      | Varga Tamás      |
| Mrs. Anderson     | Linda Sorenson      | Tóth Judit       |

## Megjelenés
A film 34,4 millió dollárt keresett az Egyesült Államokban, amit a Los Angeles Times az új reklámkampánynak köszönhetett.